# Tor Heiestad
Tor Heiestad (n. 13 ianuarie 1962, Oslo, Norvegia) este un trăgător de tir ce a reprezentat Norvegia, medaliat olimpic. A participat la 2 ediții ale Jocurilor Olimpice (1988, 1992) în care a câștigat o medalie de aur.